# يوسف المويهبي
يوسف المويهبي (مواليد 1 إبريل 1985 في تونس العاصمة)، لاعب كرة قدم تونسي، يلعب حاليا لصالح النجم الرياضي الساحلي.ابتدأ مشواره مع مستقبل المرسى ثم انتقل للنادي الأفريقي في 2007 - 2008 وفاز معهم بالبطولة بتسجيله 9 اهداف لعب العديد من المباريات الدولية وسجل هدفين إلا أن الإصابة في كاحله سنة 2009 غيرت مجرى حياته وتراجع أسلوب لعبه. حاز ألقاب أفضل لاعب في تونس 2008 وبطولة تونس 2007-2008 وكأس شمال أفريقيا 2009 وسنة 2010.

## روابط خارجية
- يوسف المويهبي على موقع الاتحاد الدولي (مؤرشف)  (الإنجليزية)
- يوسف المويهبي على موقع قاعدة بيانات كرة القدم.إي يو (الإنجليزية)
- يوسف المويهبي على موقع ناشيونال فوتبول تيمز (الإنجليزية)
- يوسف المويهبي على موقع Soccerway.com (الإنجليزية)
- يوسف المويهبي على موقع كووورة